# Jakub Wrąbel
Jakub Wrąbel (ur. 8 czerwca 1996 we Wrocławiu) – polski piłkarz grający na pozycji bramkarza w Miedzi Legnica.

## Kariera
Wychowanek Parasola Wrocław. Wrąbel jest synem Sylwestra Wrąbla, byłego obrońcy Warty Sieradz.
Powołany do kadry Polski na Mistrzostwa Europy U-21 w 2017. W kadrze U–21 zadebiutował 16 listopada 2015 roku w meczu z Ukrainą. Na sezon 2016/2017 został wypożyczony do Olimpii Grudziądz. Po wypożyczeniu grał w klubach: Wisła Płock, Stal Mielec i Widzew Łódź. 30 czerwca 2023 podpisał roczny kontrakt z pierwszoligową Stalą Rzeszów.